# باتي آن براون
باتي آن براون (بالإنجليزية: Patti Ann Browne)‏ هي صحفية أمريكية، ولدت في 10 سبتمبر 1965 في Bayside, Queens ‏ في الولايات المتحدة.